# Metaleptobasis foreli
Metaleptobasis foreli är en trollsländeart som beskrevs av Friedrich Ris 1918. Metaleptobasis foreli ingår i släktet Metaleptobasis och familjen dammflicksländor. IUCN kategoriserar arten globalt som livskraftig. Inga underarter finns listade i Catalogue of Life.